# Флора Фінч
Фло́ра Фінч (англ. Flora Finch; 17 червня 1867 — 4 січня 1940) — американська акторка театру та кіно британського походження.

## Біографія
Народилася в Лондоні в театральній родині, і ще дитиною була перевезена батьками в США. За прикладом батьків Фінч також пов'язала свою кар'єру з театром, почавши свої перші виступи в водевілях. У 1908 році почалася її кар'єра в кіно на студії «Biograph Company». У наступні десять років Фінч зіграла більш ніж в 200 німих короткометражках, де її колегами по екрану були такі зірки як Роско Арбакл, Мак Сеннет і Чарлі Чаплін.
Найбільшу популярність їй принесла робота на студії «Vitagraph Studios» в 1910—1915 роках, де в команді з актором Джоном Банні вона з'явилася в ряді комедійних фільмів. Після його смерті в 1915 році її кар'єра почала поступово затухати, а з початком ери звукового кіно вона стала задовольнятися тільки епізодичними ролями. Останній раз на великому екрані вона з'явилася в 1939 році у фільмі «Жінки», виконавши роль телеграфістки.
У кінці того ж року Фінч потрапила в лікарню з стрептококовою інфекцією, в результаті якої розвинулася бронхопневмонія, сепсис і актриса впала в кому. 4 січня 1940 у віці 72 років Флора Фінч померла від зараження крові. Відомо, що актриса була одружена з Гарольдом Марчем, але мабуть дітей у них не було.

## Фільмографія
- 1910 — Все через молоко / All on Account of the Milk
- 1911 — Пік її слави / Her Crowning Glory — гувернантка
- 1912 — Зцілення гравця в покер / A Cure for Pokeritis
- 1913 — Вампір пустелі / Vampire of the Desert
- 1921 — Уроки кохання / Lessons in Love — Агата Калтхорп
- 1925 — Поцілунок для Попелюшки / A Kiss for Cinderella — клієнт
- 1927 — Капітан порятунок / A Kiss for Cinderella — місіс Сніфті
- 1928 — Будинок з привидами / The Haunted House — місіс Ракхем
- 1939 — Жінки / The Women